# Campionati panamericani di lotta 2023
I campionati panamericani di lotta 2023 si sono svolti dal 3 al 7 maggio 2023 all'impianto polisportivo CeNARD di Buenos Aires, in Argentina.

## Partecipanti
Hanno preso parte alla competizione 298 lottatori in rappresentanza di 24 distinte nazioni.
- Argentina (21)
- Bahamas (1)
- Barbados (3)
- Bolivia (5)
- Brasile (23)
- Canada (22)
- Cile (17)
- Colombia (20)
- Costa Rica (2)
- Cuba (18)
- Rep. Dominicana (18)
- Ecuador (14)
- El Salvador (1)
- Guatemala (8)
- Honduras (6)
- Giamaica (2)
- Messico (21)
- Panama (12)
- Paraguay (2)
- Perù (12)
- Porto Rico (21)
- Uruguay (2)
- Stati Uniti (29)
- Venezuela (18)

## Podi

### Uomini

#### Lotta libera
| Evento | Oro                              | Argento                        | Bronzo                            |
| 57 kg  | Thomas Gilman Stati Uniti        | Darian Cruz Porto Rico         | Santiago Chaveco Cuba             |
| 57 kg  | Thomas Gilman Stati Uniti        | Darian Cruz Porto Rico         | Pedro Mejías Venezuela            |
| 61 kg  | Vito Arujau Stati Uniti          | Joseph Andres Silva Porto Rico | Jason-Guy Luneau Canada           |
| 65 kg  | Yianni Diakomihalis Stati Uniti  | Alejandro Valdés Cuba          | Sebastian Rivera Porto Rico       |
| 65 kg  | Yianni Diakomihalis Stati Uniti  | Alejandro Valdés Cuba          | Agustín Destribats Argentina      |
| 70 kg  | Zain Retherford Stati Uniti      | Connor Quinton Canada          | Mauricio Lovera Argentina         |
| 74 kg  | Kyle Dake Stati Uniti            | Franklin Gómez Porto Rico      | Franklin Maren Castillo Cuba      |
| 74 kg  | Kyle Dake Stati Uniti            | Franklin Gómez Porto Rico      | Cesar Bordeaux Alvan Brasile      |
| 79 kg  | Jordan Burroughs Stati Uniti     | Jasmit Phulka Canada           | Nestor Barrios Colombia           |
| 79 kg  | Jordan Burroughs Stati Uniti     | Jasmit Phulka Canada           | Shane Jones Porto Rico            |
| 86 kg  | Yurieski Torreblanca Cuba        | Alex Moore Canada              | Mark Hall Stati Uniti             |
| 86 kg  | Yurieski Torreblanca Cuba        | Alex Moore Canada              | Carlos Izquierdo Colombia         |
| 92 kg  | Michael Macchiavello Stati Uniti | Jeremy Poirier Canada          | Luis Alejandro Villagomez Ecuador |
| 97 kg  | Kyle Snyder Stati Uniti          | Arturo Silot Cuba              | Nishan Randhawa Canada            |
| 97 kg  | Kyle Snyder Stati Uniti          | Arturo Silot Cuba              | Luis Miguel Sosa Rep. Dominicana  |
| 125 kg | Dominique Bradley Stati Uniti    | José Daniel Díaz Venezuela     | Catriel Muriel Argentina          |
| 125 kg | Dominique Bradley Stati Uniti    | José Daniel Díaz Venezuela     | Aaron Anthony Johnson Giamaica    |

#### Lotta greco-romana
| Evento | Oro                         | Argento                          | Bronzo                                |
| 55 kg  | Dalton Duffield Stati Uniti | José Rodríguez Hernández Messico | Axel Rolon Argentina                  |
| 60 kg  | Dalton Roberts Stati Uniti  | Jeremy Peralta Ecuador           | Kevin Yuran Rodriguez Cuba            |
| 60 kg  | Dalton Roberts Stati Uniti  | Jeremy Peralta Ecuador           | Raiber Rodríguez Venezuela            |
| 67 kg  | Luis Orta Cuba              | Nestor Truyol Cile               | Julián Horta Colombia                 |
| 67 kg  | Luis Orta Cuba              | Nestor Truyol Cile               | Andrés Montaño Ecuador                |
| 72 kg  | Justus Scott Stati Uniti    | Kenedy Pedrosa Brasile           | Jose Alejandro Garcia Guatemala       |
| 77 kg  | Kamal Bey Stati Uniti       | Yosvanys Peña Cuba               | Jaír Cuero Muñoz Colombia             |
| 77 kg  | Kamal Bey Stati Uniti       | Yosvanys Peña Cuba               | Wuileixis Rivas Venezuela             |
| 82 kg  | Spencer Woods Stati Uniti   | José Mosquera Colombia           | John Yeats Canada                     |
| 87 kg  | Daniel Grégorich Cuba       | Luis Avendaño Venezuela          | Alan Vera Stati Uniti                 |
| 87 kg  | Daniel Grégorich Cuba       | Luis Avendaño Venezuela          | Carlos Muñoz Colombia                 |
| 97 kg  | Joe Rau Stati Uniti         | Kevin Mejia Honduras             | Igor De Queiroz Brasile               |
| 97 kg  | Joe Rau Stati Uniti         | Kevin Mejia Honduras             | Carlos Alberto Palmer Rep. Dominicana |
| 130 kg | Óscar Pino Cuba             | Gino Ávila Honduras              | Eduard Soghomonyan Brasile            |
| 130 kg | Óscar Pino Cuba             | Gino Ávila Honduras              | Yasmani Acosta Cile                   |

### Donne

#### Lotta libera
| Evento | Oro                             | Argento                      | Bronzo                         |
| 50 kg  | Sarah Hildebrandt Stati Uniti   | Jacqueline Mollocana Ecuador | Yusneylys Guzmán Cuba          |
| 50 kg  | Sarah Hildebrandt Stati Uniti   | Jacqueline Mollocana Ecuador | Patricia Bermúdez Argentina    |
| 53 kg  | Lucía Yépez Ecuador             | Betzabeth Argüello Venezuela | Karla Abigail Martinez Messico |
| 53 kg  | Lucía Yépez Ecuador             | Betzabeth Argüello Venezuela | Laura Herin Cuba               |
| 55 kg  | Diana Weicker Canada            | Alisha Howk Stati Uniti      | Adrianny Castillo Argentina    |
| 57 kg  | Luisa Valverde Ecuador          | Giullia Oliveira Brasile     | Ángela Martínez Cuba           |
| 57 kg  | Luisa Valverde Ecuador          | Giullia Oliveira Brasile     | Betzabeth Sarco Venezuela      |
| 59 kg  | Xochitl Mota-Pettis Stati Uniti | Alexandria Town Canada       | Jessica Derrell Barbados       |
| 62 kg  | Ana Godinez Canada              | Nathaly Grimán Venezuela     | Kayla Miracle Stati Uniti      |
| 62 kg  | Ana Godinez Canada              | Nathaly Grimán Venezuela     | Laís Nunes Brasile             |
| 65 kg  | Mallory Velte Stati Uniti       | Paula Montoya Colombia       | Aleah Nickel Canada            |
| 68 kg  | Forrest Molinari Stati Uniti    | Ámbar Garnica Messico        | Yanet Sovero Perù              |
| 68 kg  | Forrest Molinari Stati Uniti    | Ámbar Garnica Messico        | Hangelen Llanes Cuba           |
| 72 kg  | Amit Elor Stati Uniti           | Luisa Mosquera Colombia      | Katie Mulkay Canada            |
| 76 kg  | Milaimys Potrille Cuba          | Tatiana Rentería Colombia    | Génesis Reasco Ecuador         |
| 76 kg  | Milaimys Potrille Cuba          | Tatiana Rentería Colombia    | Justina Di Stasio Canada       |

## Medagliere
| Posiz. | Nazione         | Oro | Argento | Bronzo | Totale |
| ------ | --------------- | --- | ------- | ------ | ------ |
| 1.     | Stati Uniti     | 20  | 1       | 3      | 24     |
| 2.     | Cuba            | 5   | 3       | 7      | 15     |
| 3.     | Canada          | 2   | 5       | 6      | 13     |
| 4.     | Ecuador         | 2   | 2       | 3      | 7      |
| 5.     | Colombia        | 0   | 4       | 5      | 9      |
| 6.     | Venezuela       | 0   | 4       | 4      | 8      |
| 7.     | Porto Rico      | 0   | 3       | 2      | 5      |
| 8.     | Brasile         | 0   | 2       | 4      | 6      |
| 9.     | Messico         | 0   | 2       | 1      | 3      |
| 10.    | Honduras        | 0   | 2       | 0      | 2      |
| 11.    | Cile            | 0   | 1       | 1      | 2      |
| 12.    | Argentina       | 0   | 0       | 6      | 6      |
| 13.    | Rep. Dominicana | 0   | 0       | 2      | 2      |
| 14     | Barbados        | 0   | 0       | 1      | 1      |
| 14     | Guatemala       | 0   | 0       | 1      | 1      |
| 14     | Giamaica        | 0   | 0       | 1      | 1      |
| 14     | Perù            | 0   | 0       | 1      | 1      |
| Totale | Totale          | 29  | 29      | 48     | 106    |

## Classifica squadre
| Pos. | Lotta libera maschile | Lotta libera maschile | Lotta greco-romana | Lotta greco-romana | Lotta libera femminile | Lotta libera femminile |
| Pos. | Squadra               | Punti                 | Squadra            | Punti              | Squadra                | Punti                  |
| ---- | --------------------- | --------------------- | ------------------ | ------------------ | ---------------------- | ---------------------- |
| 1    | Stati Uniti           | 240                   | Stati Uniti        | 175                | Stati Uniti            | 178                    |
| 2    | Canada                | 136                   | Cuba               | 114                | Canada                 | 135                    |
| 3    | Porto Rico            | 123                   | Messico            | 78                 | Ecuador                | 93                     |
| 4    | Cuba                  | 105                   | Colombia           | 77                 | Cuba                   | 91                     |
| 5    | Argentina             | 81                    | Venezuela          | 72                 | Colombia               | 82                     |
| 6    | Venezuela             | 67                    | Brasile            | 68                 | Venezuela              | 81                     |
| 7    | Brasile               | 57                    | Honduras           | 50                 | Brasile                | 57                     |
| 8    | Colombia              | 52                    | Rep. Dominicana    | 47                 | Messico                | 49                     |
| 9    | Rep. Dominicana       | 41                    | Argentina          | 40                 | Argentina              | 48                     |
| 10   | Cile                  | 26                    | Cile               | 39                 | Porto Rico             | 26                     |